# Henning Conradinus
Henning Conradinus (* 1538 in Hamburg; † 8. Oktober 1590 ebenda) war ein deutscher Lehrer und Dichter.

## Leben
Henning Conradinus studierte an der Leucorea in Wittenberg und schloss seine Studien mit dem Magister ab. Auf seiner Rückreise nach Hamburg 1560 entging er nur knapp einem Mordanschlag und überstand einen lebensgefährlichen Unglücksfall. Er wurde 1566 Rektor der Schule in Stade. 1570 nahm er eine Stelle als Hofmeister der Familie Rantzau in Schwabstedt an. 1575 wurde Conradinus Konrektor der Gelehrtenschule des Johanneums in Hamburg und gleichzeitig Vikar am Mariendom in Hamburg. Aus gesundheitlichen Gründen schied er 1584 aus dem Schuldienst aus. Er verfasste zahlreiche Gedichte in lateinischer Sprache und wurde daher von Kaiser Rudolph II. zum Poeta laureatus erhoben. Gemeinsam mit Heinrich Rantzau war er Mitverfasser zahlreicher Ranzovia.
Theodor Glazer besorgte nach dem Tode Conradinus die Herausgabe von dessen Gedichten im Auftrag und auf Kosten des Hamburger Bürgermeisters Eberhard Twestreng.